# Nathan Ngoy
Nathan Ngoy (10 giugno 2003) è un calciatore belga, difensore del Lilla.

## Carriera

### Club
Nathan Ngoy proviene dalle giovanili dell'Anderlecht, da cui poi si è unito allo Standard Liegi nel 2019. Insieme al suo compagno di squadra Allan Delferrière è stato promosso in prima squadra al termine della stagione 2020-21.
Ha fatto il suo debutto professionistico il 22 maggio 2021 nell'ultimo incontro di Pro League contro l'Ostenda. Nonostante la sconfitta per 1-3, è stato Ngoy è stato fra le poche note positive dello Standard, giocando tutta la partita come difensore centrale e bloccando diverse occasioni da gol.
Il difensore ha successivamente firmato il suo primo contratto professionistico con il club di Liegi, fino al 2024. Considerato uno dei migliori prospetti del calcio belga, ha iniziato la stagione 2021-22 giocandosi un posto in squadra.

### Nazionale
Di origini congolesi, Ngoy ha giocato nelle nazionali giovanili del Belgio.

## Statistiche

### Presenze e reti nei club
Statistiche aggiornate al 26 ottobre 2023.
| Stagione        | Squadra         | Campionato      | Campionato | Campionato | Coppe nazionali | Coppe nazionali | Coppe nazionali | Coppe continentali | Coppe continentali | Coppe continentali | Altre coppe | Altre coppe | Altre coppe | Totale | Totale | Totale |
| Stagione        | Squadra         | Comp            | Pres       | Reti       | Comp            | Pres            | Reti            | Comp               | Pres               | Reti               | Comp        | Pres        | Reti        | Pres   | Reti   |        |
| --------------- | --------------- | --------------- | ---------- | ---------- | --------------- | --------------- | --------------- | ------------------ | ------------------ | ------------------ | ----------- | ----------- | ----------- | ------ | ------ | ------ |
| 2020-2021       | Standard Liegi  | D1              | 1          | 0          | CB              | 0               | 0               |                    | -                  | -                  |             | -           | -           | 1      | 0      |        |
| 2021-2022       | Standard Liegi  | D1              | 11         | 0          | CB              | 1               | 0               |                    | -                  | -                  |             | -           | -           | 12     | 0      |        |
| 2022-2023       | Standard Liegi  | D1              | 7          | 0          | CB              | 0               | 0               |                    | -                  | -                  |             | -           | -           | 7      | 0      |        |
| 2023-2024       | Standard Liegi  | D1              | 9          | 1          | CB              | 0               | 0               |                    | -                  | -                  |             | -           | -           | 9      | 1      |        |
| Totale carriera | Totale carriera | Totale carriera | 28         | 1          |                 | 1               | 0               |                    | -                  | -                  |             | -           | -           | 29     | 1      |        |